# Castanea mollissima
Castanea mollissima är en bokväxtart som beskrevs av Carl Ludwig von Blume. Castanea mollissima ingår i släktet kastanjer, och familjen bokväxter. Inga underarter finns listade.
Det svenska trivialnamnet kinesisk kastanj används för arten.
Arten förekommer i östra och sydöstra Kina samt på Koreahalvön. Kanske når den även norra Myanmar, norra Laos och norra Vietnam.
För beståndet är inga hot kända. IUCN listar Castanea mollissima som livskraftig (LC).

## Bildgalleri

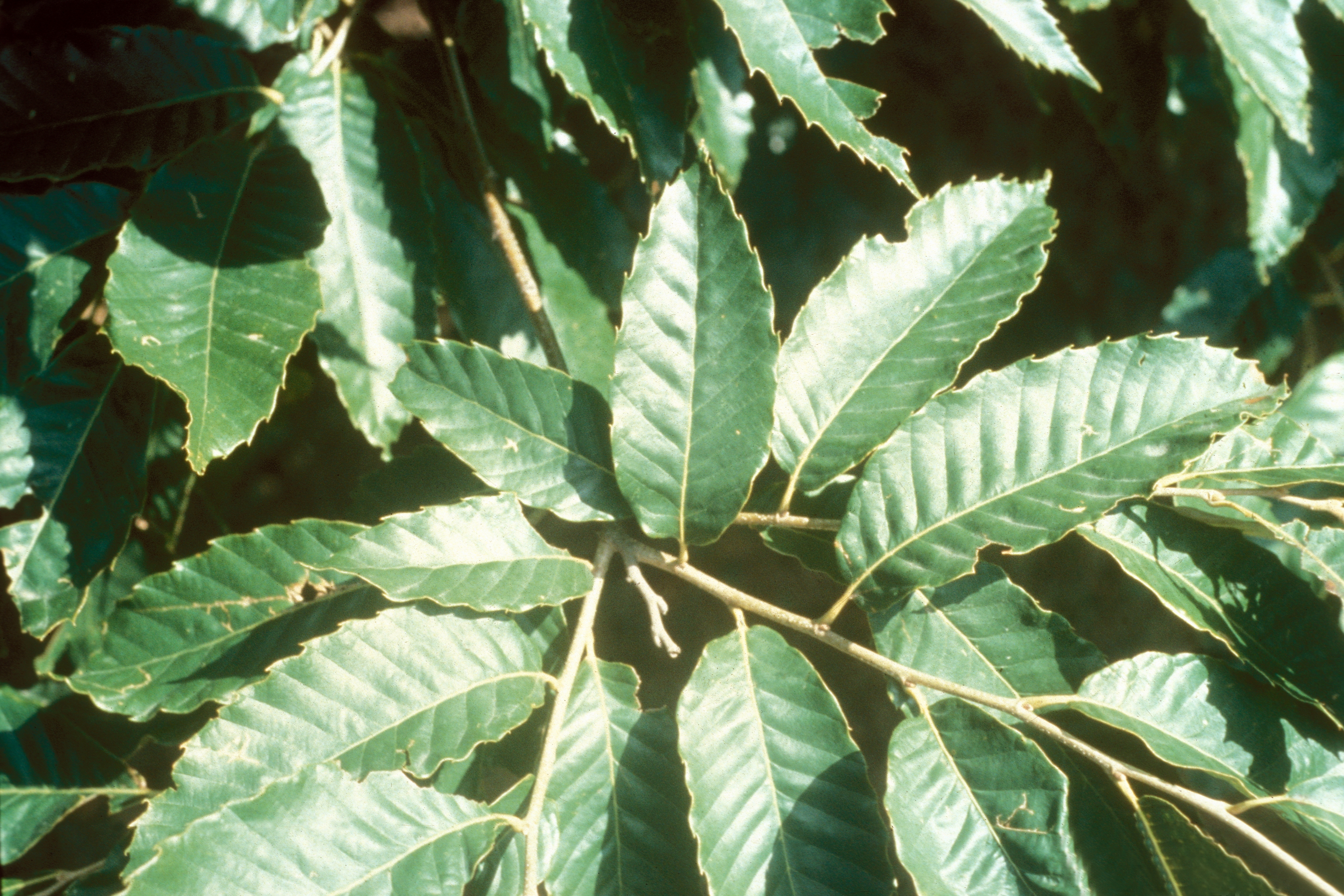
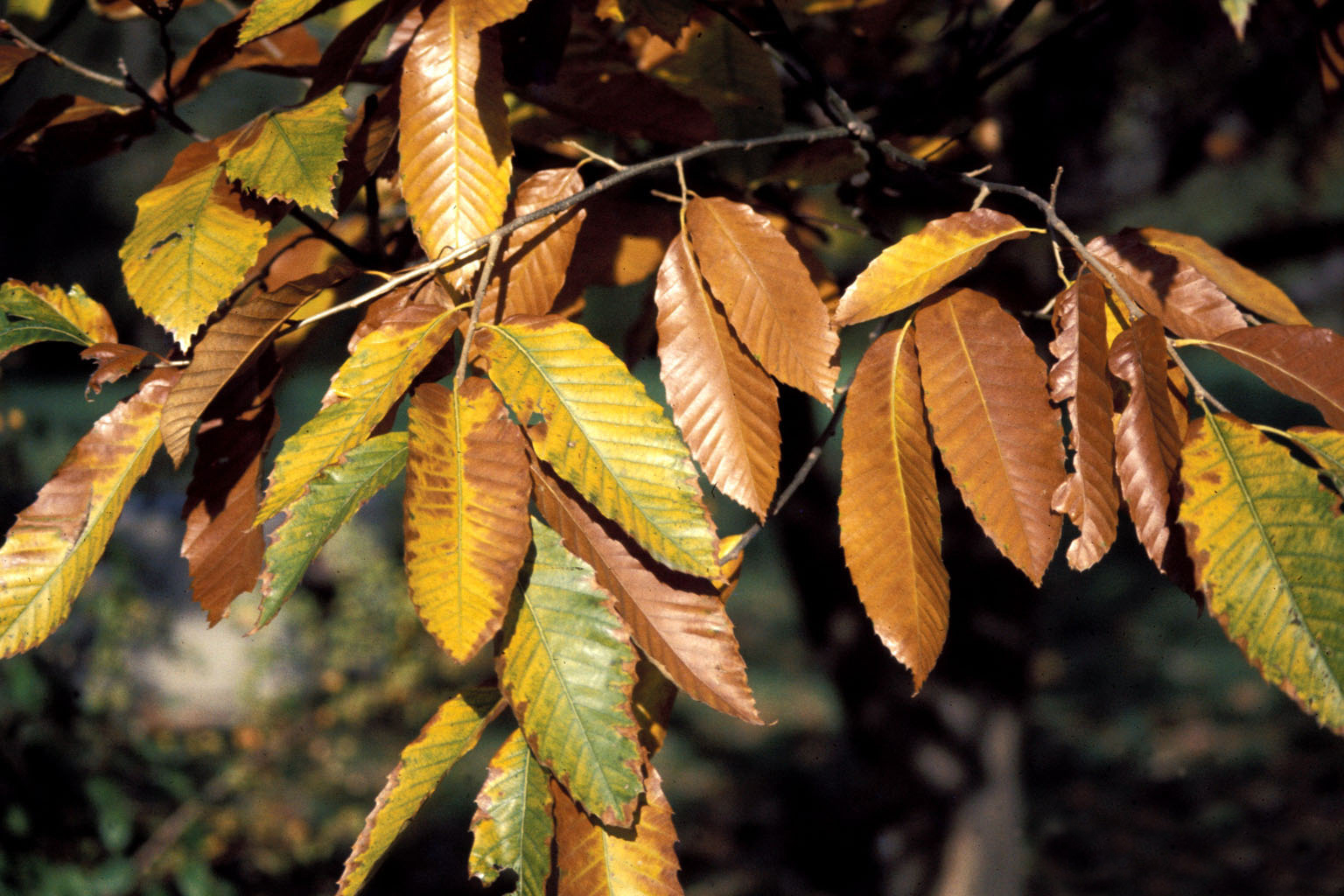
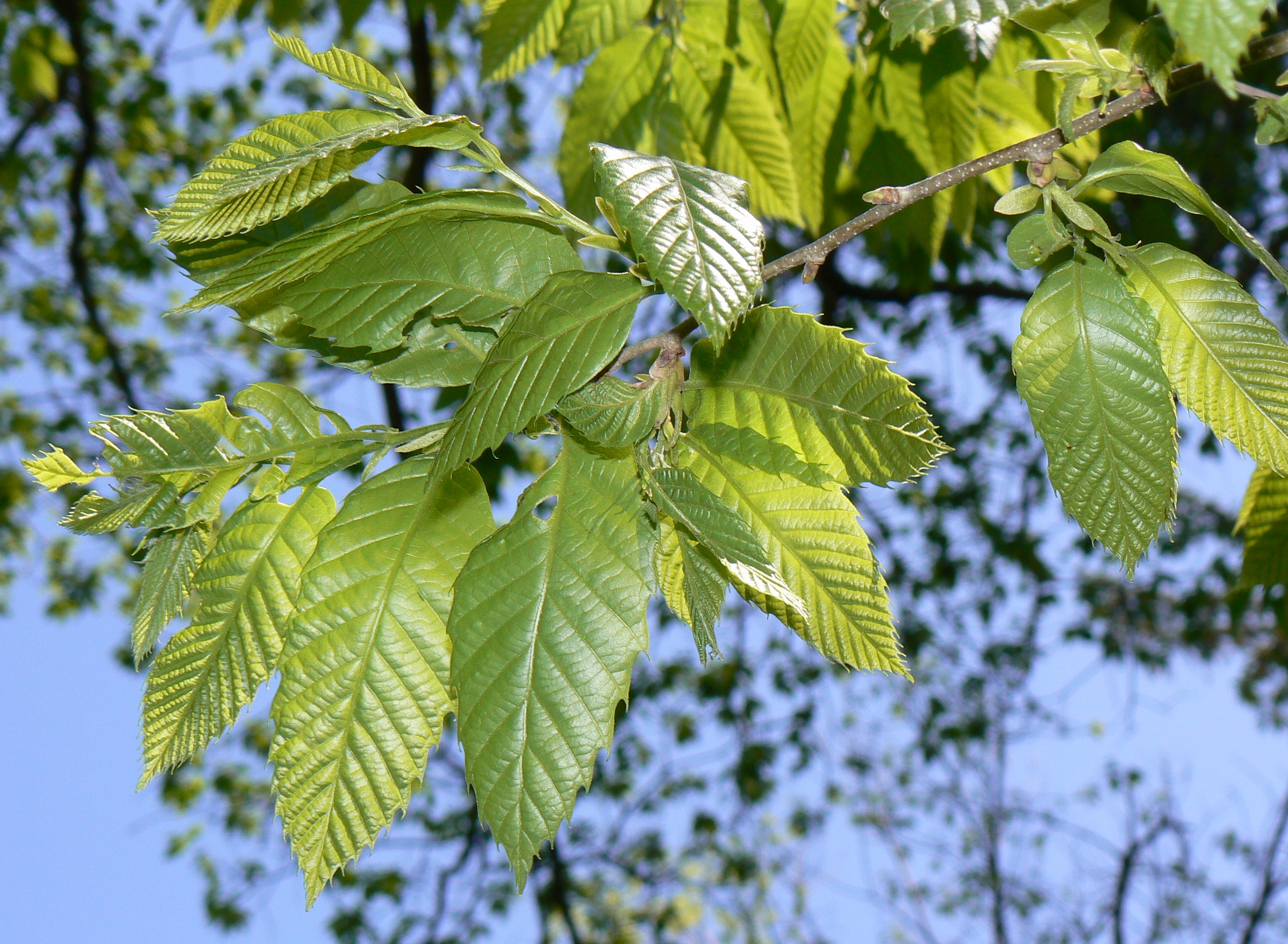
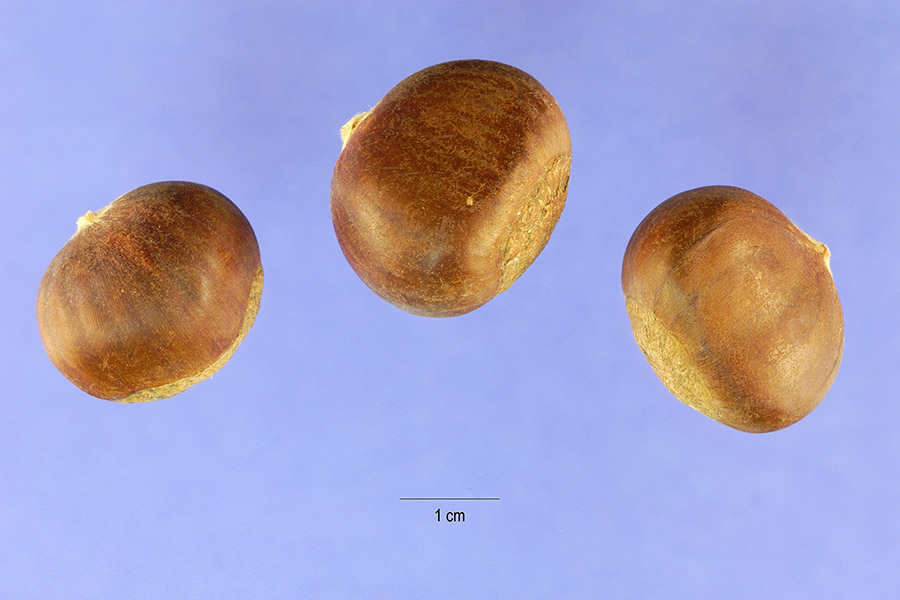
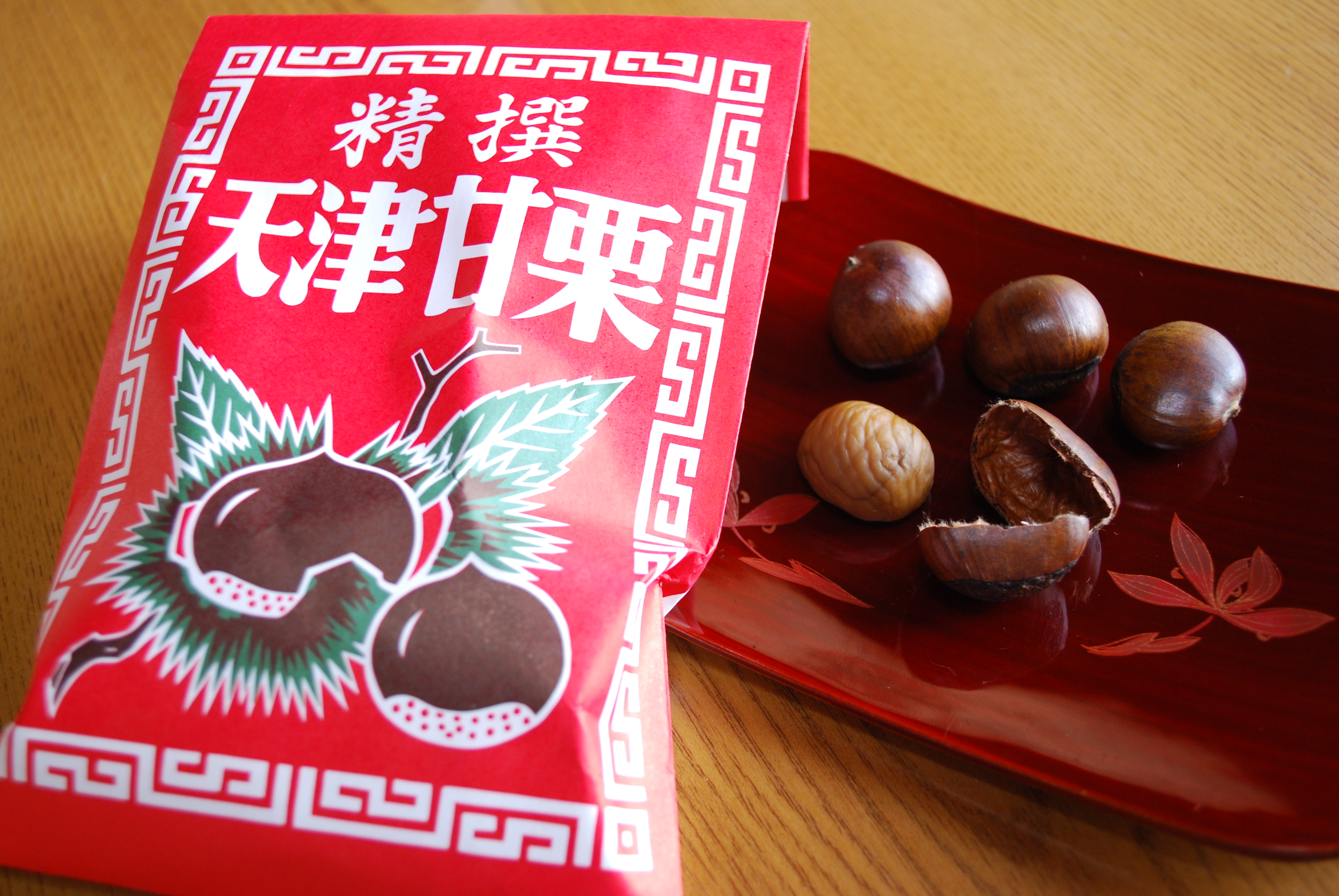
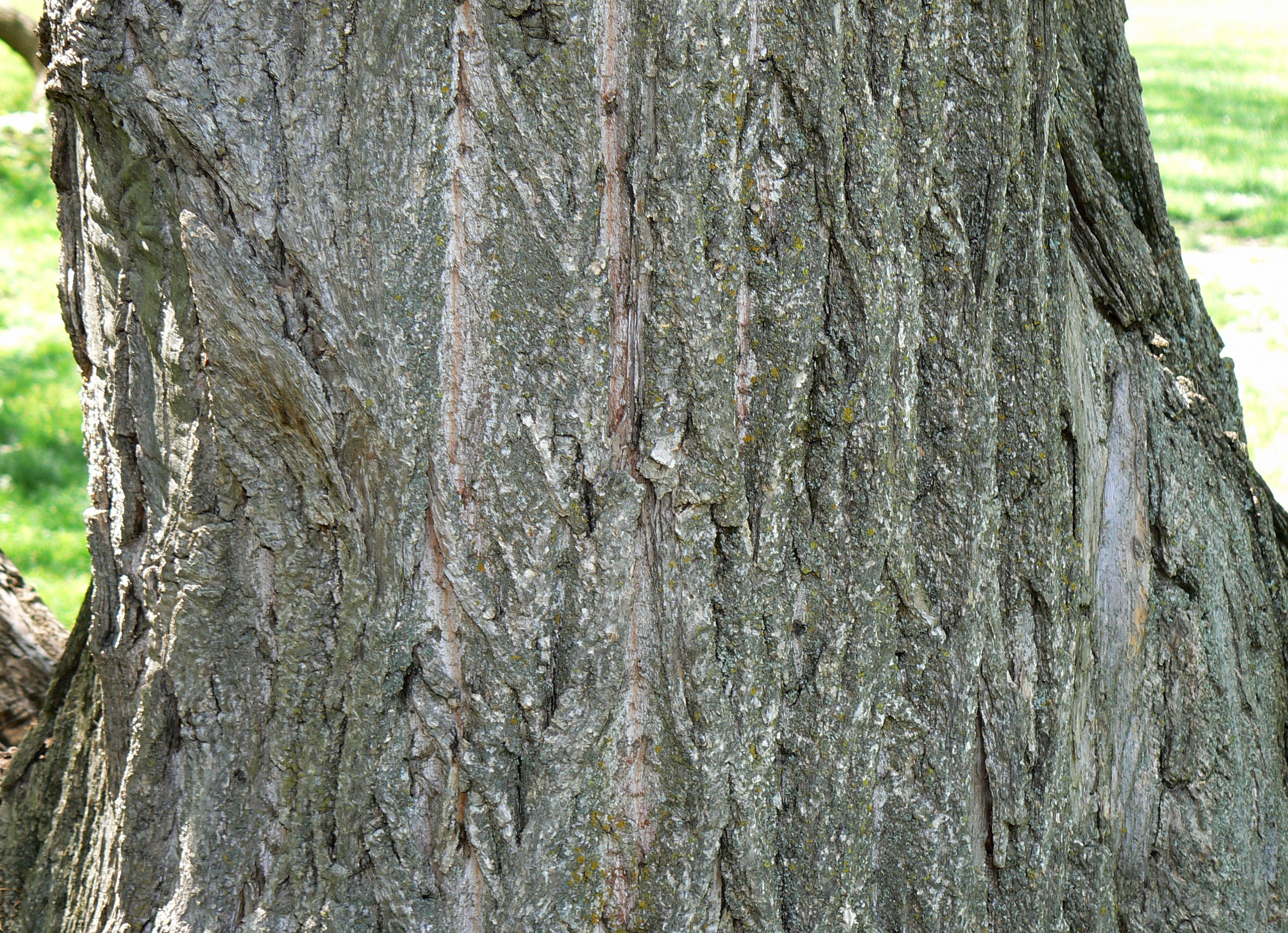